# 9279 Seager
A 9279 Seager (ideiglenes jelöléssel (9279) 1981 EY12) a Naprendszer kisbolygóövében található aszteroida. Schelte J. Bus fedezte fel 1981. március 1-én.